# Lotto Sports Organisation NV

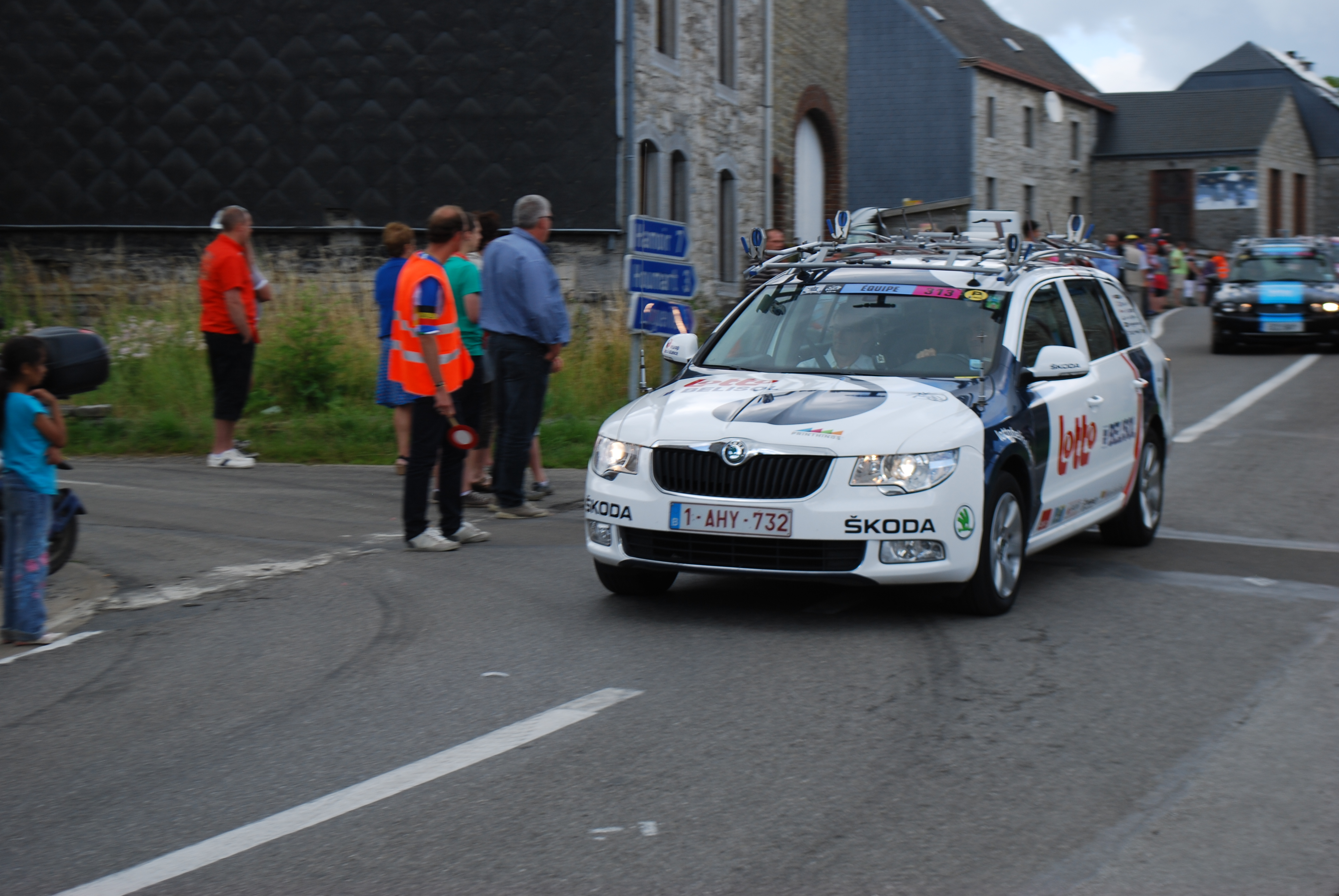
de Ronde van Frankrijk in Tohogne (Durbuy), 2012.

De Lotto Sports Organisation NV is het eerste filiaalbedrijf van de Nationale Loterij. Deze organisatie werd opgericht op 26 augustus 2002, met als doel diensten te verlenen in verband met de sportbeoefening. De oprichting van deze dochteronderneming viel plaats net na de statuutverandering van de Nationale Loterij op 16 juli 2002.